# Telop
El término telop (テロップ teroppu?) es usado en Japón para indicar texto superpuesto en una pantalla, como en Closed Caption, subtítulos, o teletipos dinámicos. El nombre se deriva de "Television Opaque Projector" (proyector de opacos de televisión). El telón era un dispositivo de proyección de opacos de televisión utilizado para transmitir imágenes directamente sin el uso de una cámara.